# Zofia Skorupska
Zofia Skorupska z domu Kapuścik (ur. 27 marca 1914 w Będzinie, zm. 24 czerwca 2005 w Poznaniu) – polska bibliotekarka, historyk kultury, nauczycielka akademicka, tymczasowy dyrektor Biblioteki Kórnickiej.

## Życiorys
Od 1933 studiowała polonistykę na Uniwersytecie Poznańskim i w ramach seminarium magisterskiego odbywała podróże naukowe do Szwecji, Danii i Niemiec. Efektem tych badań stała się praca przygotowana pod kierunkiem Romana Pollaka i obroniona dopiero w 1945 – Katalogi kolegium jezuickiego w zbiorach uppsalskich. Lata okupacji spędziła w Ostrowcu Świętokrzyskim, prowadząc zajęcia na tajnych kompletach dla uczniów liceum i gimnazjum. Od 1945 pracowała jako adiunkt w Seminarium Historii Literatury Polskiej Uniwersytetu Poznańskiego. W 1946 obroniła rozprawę doktorską Mecenat Władysława IV Wazy.
Od 1952 związana była z Biblioteką w Kórniku. Początkowo wykonywała prace zlecone, przede wszystkim przygotowując do wydania kolejne tomy (XV i XVI) Acta Tomiciana. Była w tym czasie także nauczycielką w jednej z poznańskich szkół podstawowych. 1 lipca 1959 zatrudniła się na stałe w Bibliotece Kórnickiej. Była kustoszem, a od 1962 kustoszem dyplomowanym. Przez wiele lat kierowała Działem Gromadzenia Zbiorów, dbając o powiększanie zbiorów zgodnie z potrzebami wielkopolskiego środowiska naukowego. Szczególnie rozwinęła wymianę wydawnictw z ośrodkami naukowymi krajowymi i zagranicznymi. Zajmowała się również działem ekslibrisów i działem muzykaliów. 1 lipca 1975 zastąpiła odwołanego niespodziewanie dyrektora Biblioteki Kórnickiej docenta Stefana Weymana jako p.o. dyrektora. Funkcję sprawowała do 1 marca 1976. Niebawem przeszła na emeryturę – 30 czerwca tegoż roku.
Była autorką publikacji, m.in. Aukcje księgarskie (w: Materiały biblioteczne z Konferencji organizowanych w latach 1963-1968 przez Biuro Wydawnictw i Bibliotek PAN, Wrocław 1971), Fryderyk Chopin w relacjach Leonarda Niedźwieckiego ("Pamiętnik Biblioteki Kórnickiej", zeszyt 9–10, 1968), Nieznane listy Ryszarda Berwińskiego (w: Sprawozdania Poznańskiego Towarzystwa Przyjaciół Nauk za I i II kwartał 1949), Władysław Pociecha w Bibliotece Kórnickiej ("Pamiętnik Biblioteki Kórnickiej", zeszyt 7, 1959). Razem ze Stanisławem Bodniakiem była autorką książki Jan Kostka kasztelan gdański, prezes Komisji Morskiej i rzecznik unii Prus z Koroną (Gdańsk 1979). Przez dłuższy czas pracowała także nad rozprawą habilitacyjną, którą zamierzała poświęcić działalności kulturalnej rodu Górków. 
Zmarła 24 czerwca 2005 w Poznaniu, pochowana została na Cmentarzu Junikowskim.